# Poznanovci
Poznanovci – wieś w Słowenii, w gminie Puconci. W 2018 roku liczyła 175 mieszkańców.